# Ochrona przyrody w Bydgoszczy

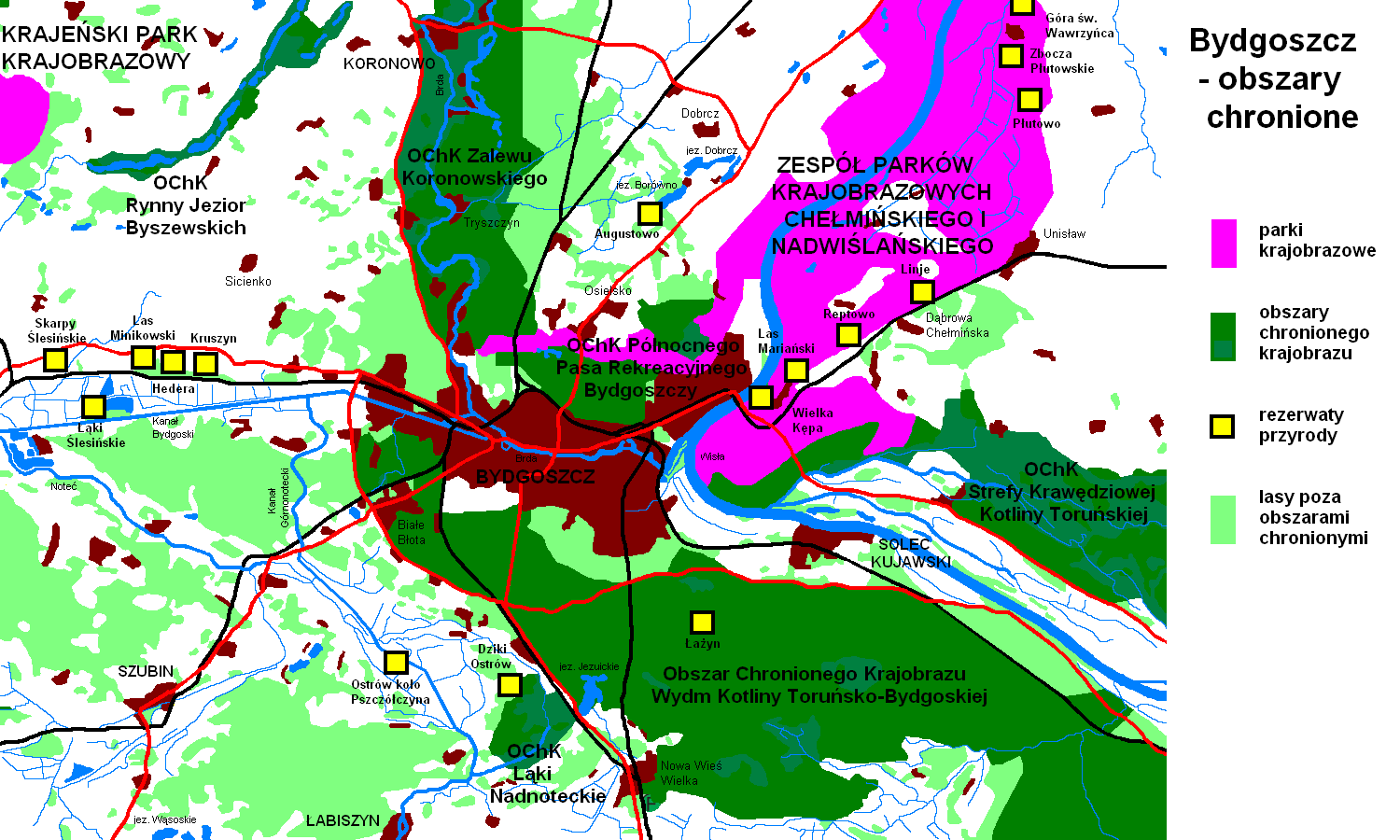
Obszary chronione: parki krajobrazowe, obszary chronionego krajobrazu i rezerwaty przyrody w okolicy Bydgoszczy

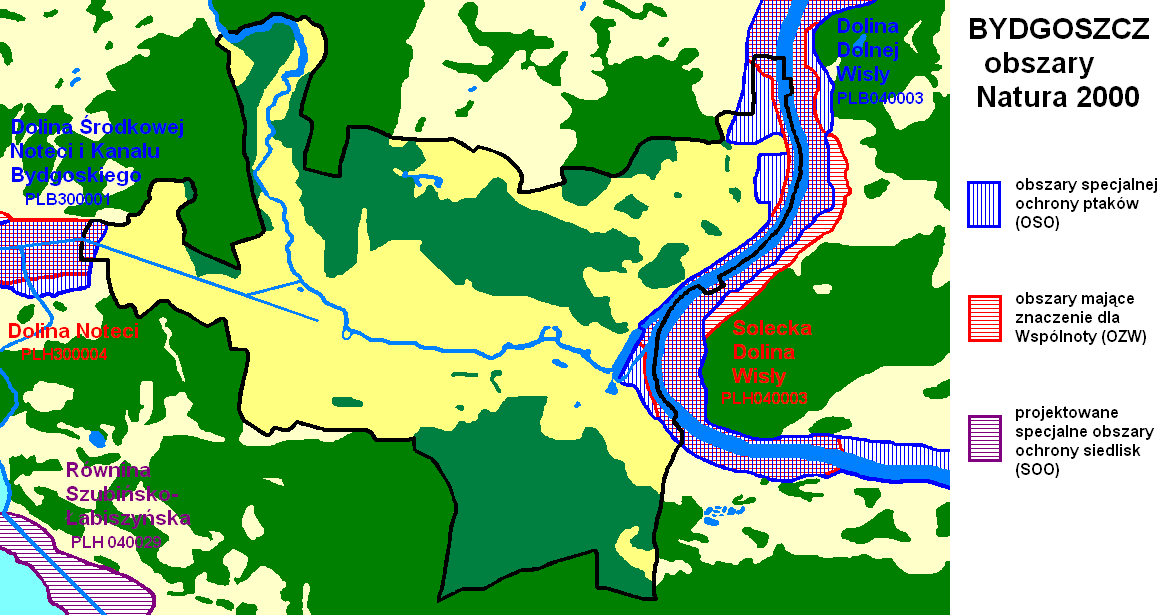
Obszary Natura 2000 w Bydgoszczy

Ochrona przyrody w Bydgoszczy – ogół działań służących zachowaniu różnorodności biologicznej ekosystemów na terenie miasta i w jego otoczeniu oraz zachowaniu ich dla przyszłych pokoleń.

## Przyroda Bydgoszczy

### Położenie fitogeograficzne
Bydgoszcz jest węzłem przyrodniczym leżącym na granicy jednostek geobotanicznych: od północy związanych z Pojezierzem Pomorskim, a od południa z Nizinami Polski Środkowej. Fitogeograficznie miasto położone jest w Dziale Bałtyckim Prowincji Środkowoeuropejskiej, na pograniczu dwóch krain:
- Pomorskiego Południowego Pasa Przejściowego, w Poddziale Pasa Równin Przymorskich i Wysoczyzn Pomorskich,
- Krainie Wielkopolsko-Kujawskiej, w Poddziale Pasa Wielkich Dolin.

Natomiast według podziału na krainy przyrodniczo-leśne zaliczana jest do Krainy Wielkopolsko-Pomorskiej (kraina borów mieszanych świeżych z domieszką dębu i buka). Granica dużych jednostek geobotanicznych przebiega wzdłuż północnego zbocza Pradoliny Toruńsko-Eberswaldzkiej, w północnej części miasta, które jest zarazem granicą makroregionów fizycznogeograficznych oraz jednym z najbardziej atrakcyjnych krajobrazowo i zróżnicowanych ekologicznie mikroregionów w Bydgoszczy i okolicy.
Następstwem granicznego położenia Bydgoszczy w systemie podziału regionów geobotanicznych jest znaczne zróżnicowanie siedlisk, a w konsekwencji także szaty roślinnej:
- bory sosnowe porastające obszary wydmowe na południe od miasta,
- lasy mieszane na wysoczyznach na północ od miasta,
- roślinność kserotermiczna na skarpach doliny Wisły i Brdy oraz na obszarach piaszczystych teras pradoliny Noteci-Wisły,
- łąki i torfowiska w pradolinie Noteci i Kanału Bydgoskiego (na zachodzie) oraz na rozległych obszarach łąk nadnoteckich na południowy zachód od miasta,
- lasy łęgowe na terenach zalewowych doliny Wisły, na dawnych wyspach (kępach) wiślanych: Wielkiej i Małej, w Brdyujściu i dolinie Brdy.

Do tego dochodzi zróżnicowanie fizycznogeograficzne regionów otaczających miasto z każdej ze stron świata. Dlatego wokół Bydgoszczy następuje wyjątkowe nagromadzenie różnych, ścierających się ze sobą, zarówno charakterem, ukształtowaniem terenu, jak i środowiskiem biologicznym rejonów geograficzno-przyrodniczych. Poszczególne, różniące się między sobą ekosystemy chronione są poprzez różne formy ochrony przyrody: strefach włączonych do sieci Natura 2000, parku krajobrazowym, obszarach chronionego krajobrazu, rezerwatach przyrody, użytkach ekologicznych, pomnikach przyrody, lasach ochronnych.

### Flora
Na obszarze miasta stwierdzono 1237 taksonów, co stanowi ok. 30% roślin naczyniowych Polski. Bydgoszcz nie odbiega w tym od innych dużych miast. Flora na terenie miasta jest bardzo zróżnicowana, co nawiązuje do różnorodności siedlisk, związanych z występowaniem różnych form naturalnych: dolin i teras rzecznych, wysoczyzn, wydm, torfowisk.
Enklawy naturalnej, bądź półnaturalnej szaty roślinnej w obrębie miasta zachowały się głównie na następujących obszarach:
- w dolinach: Wisły i Brdy wraz z krawędziami,
- w kompleksach leśnych, zwłaszcza w Myślęcinku i Rynkowie,
- na wilgotnych użytkach zielonych w Smukale Dolnej.

Bogatym florystycznie obszarem są również Planty nad Kanałem Bydgoskim, gdzie rodzima flora jest bogatsza o około 30%. Wzdłuż tego cieku znaleziono 64 gatunków drzew i krzewów.
W II połowie XX wieku pod wpływem urbanizacji zmniejszała się liczba gatunków roślin. Największy ubytek nastąpił wśród roślin wodnych związanych z siedliskami wilgotnymi (storczykowate, rdestnicowate, turzycowate) wskutek osuszania torfowisk i regulacji cieków wodnych. Znaczne powierzchnie na terenie miasta znajdują się na etapie sukcesji wtórnej (górny taras Fordonu, poligon na Jachcicach, tereny wzdłuż Brdy i Wisły).

#### Rośliny chronione
W 2008 r. na terenie miasta stwierdzono 24 gatunki pod ścisłą ochroną, 13 pod częściową i 6 zagrożonych. Większość tych roślin zachowała się w najmniej zmienionych ekosystemach: przede wszystkim różnego typu lasach leżących wokół Bydgoszczy, ekstensywnych użytkach zielonych oraz dolinach rzecznych. Kilkanaście gatunków chronionych występuje w Leśnym Parku Kultury i Wypoczynku w Myślęcinku, np. widłak goździsty, paprotka zwyczajna, przylaszczka pospolita, orlik pospolity, wawrzynek wilczełyko, bluszcz pospolity, lilia złotogłów oraz storczyki. W XX wieku ok. jedna trzecia gatunków podległych ochronie ścisłej zniknęło z Bydgoszczy.
Rzadkie i chronione gatunki roślin występują także w rezerwatach, w niewielkiej odległości od Bydgoszczy, np:
- bluszcz pospolity w rezerwacie Kruszyn w dolinie Noteci;
- gatunki stepowe: miłek wiosenny, ostnica Jana, czy zawilec wielkokwiatowy w rezerwacie Skarpy Ślesińskie;
- storczyki: podkolan biały, kruszczyk szerokolistny oraz lilia złotogłów i kosaciec syberyjski w rezerwacie Dziki Ostrów;
- czosnek niedźwiedzi w rezerwacie Ostrów koło Pszczółczyna;
- widłaki: spłaszczony, jalowcowaty i goździsty w rezerwacie Łażyn w Puszczy Bydgoskiej.

### Zbiorowiska roślinne
Na terenie Bydgoszczy zidentyfikowano 167 fitocenoz, co stanowi 35% zbiorowisk roślinnych Polski. Połowa należy do rodzimych, zaś pozostałe są zbiorowiskami wytworzonymi wskutek działalności człowieka. Stosunkowo duży (jak dla miasta) udział roślinności naturalnej wynika ze znacznej powierzchni terenów leśnych oraz obecności dolin rzecznych. Około 20 fitocenoz jest zaliczanych do rzadkich w skali kraju i regionu, np. skupienia paprotnicy kruchej, czy też łęg topolowy. Rozmieszczenie poszczególnych zbiorowisk nawiązuje do układu form naturalnych, zwłaszcza dolin rzecznych i krawędzi wysoczyzn. Bory skupione są w dużych kompleksach wokół miasta. W rejonie Rynkowa i Myślęcinka są dobrze wykształcone płaty grądów. Dolinom rzecznym towarzyszą różnego typu łęgi. Na zboczach zidentyfikowano świetlistą dąbrowę, skupienia krzewów (tarnina, głóg) i róż oraz murawy kserotermiczne. Na torfowiskach w Dolinie Kanału Bydgoskiego występują łozowiska i kępy kruszyny pospolitej, zaś na madach wikliny nadrzeczne. Z dolinami rzek związane są m.in. płaty roślinności wodnej, szuwary, ziołorośla, liany, łąki turzycowe. Na ubogich glebach piaszczystych wykształcają się murawy psammofilne.

#### Siedliska chronione
Podstawą prawną ochrony siedlisk jest dyrektywa siedliskowa Unii Europejskiej z 1992 roku oraz Rozporządzenie Ministra Środowiska z 2005 roku. Wskazują one typy siedlisk przyrodniczych, dla których wskazana jest ochrona prawna w sieci Natura 2000. W granicach administracyjnych Bydgoszczy stwierdzono 16 siedlisk przyrodniczych podlegających ochronie. Są to m.in.: wydmy śródlądowe z murawami napiaskowymi, brzegi zbiorników wodnych ze zbiorowiskami Littorelletea uniflorae, starorzecza i jeziora eutroficzne, zalewane muliste brzegi rzek, ciepłolubne, śródlądowe murawy napiaskowe, murawy kserotermiczne, łąki trzęślicowe, ziołorośla nadrzeczne, łąki użytkowane ekstensywnie, torfowiska przejściowe i trzęsawiska, kwaśne i żyzne buczyny, grąd środkowoeuropejski i kontynentalny, łęgi wierzbowe, topolowe, olszowe i jesionowe, lasy łęgowe dębowo-wiązowo-jesionowe oraz ciepłolubne dąbrowy.

### Fauna

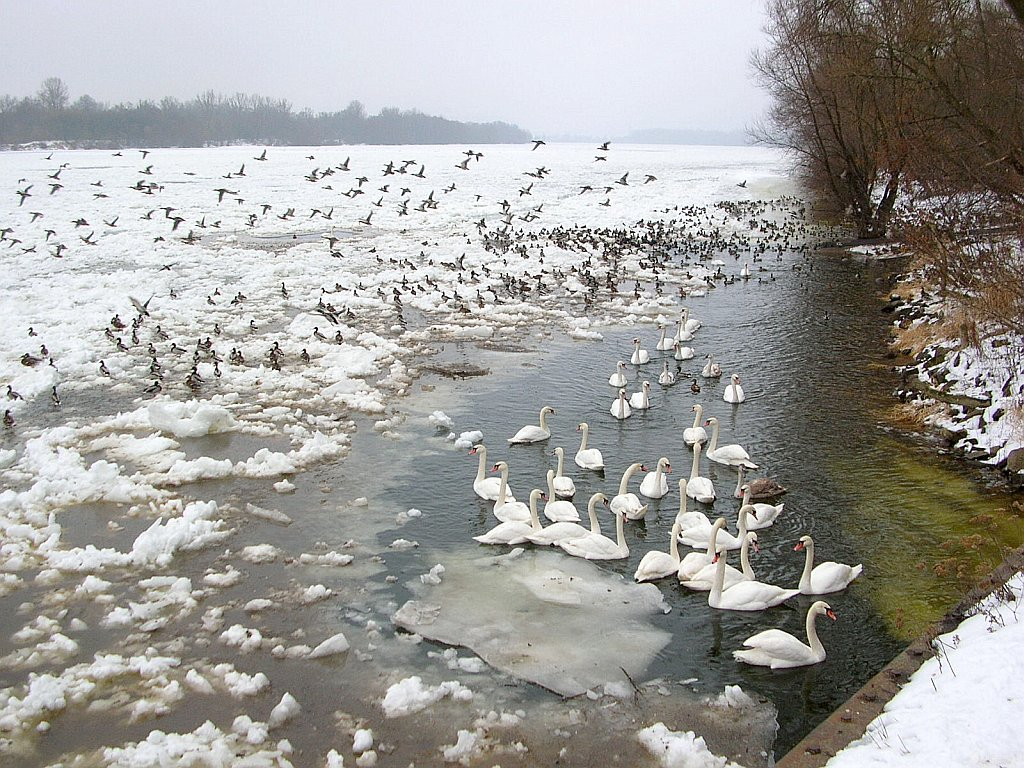
Ptaki zimujące na Wiśle w Brdyujściu

W latach 1874–2010 w Bydgoszczy stwierdzono obecność ok. 2,4–2,8 tys. gatunków zwierząt, w tym ponad 90% stanowią bezkręgowce. Spośród kręgowców (ok. 280 gatunków) najliczniejszą grupę stanowią ptaki. W 2002 r. w Bydgoszczy stwierdzono obecność 213 gatunków ptaków, reprezentujących 17 rzędów i 45 rodzin. Spośród nich 123 to gatunki lęgowe, 91 – zimujące i 108 – przelotne (zalatujące lub przezeń migrujące). W II połowie XX wieku nastąpił znaczny wzrost liczby gatunków; dla porównania w 1936 r. zanotowano ich tylko 77. Najliczniejszą grupę stanowią przedstawiciele rzędu: siewkowych (20 gat.), blaszkodziobych (16), jastrzębiowych (12), dzięciołowych (6), brodzących, żurawinowych i gołębiowych (po 5 gat.). Spośród rodzin najliczniej reprezentowane są: kaczkowate (20 gat), pokrzewkowate (16), łuszczaki (12) i drozdowate (11). Największą różnorodność awifauny stwierdzono w Smukale, Parku Myślęcińskim i nad Wisłą w Łęgnowie. Większość ptaków przelotnych widywana jest na Wiśle w Łęgnowie, bądź Fordonie. Gniazda lęgowe obserwuje się przede wszystkim w łęgach nadwiślańskich, Brdyujściu, torze regatowym, Brdzie, Smukale i łąkach Osowej Góry.
W okresie lęgowym najczęściej spotykane są:
- w centrum miasta: wróbel, gołębie, sierpówka, jerzyk, kopciuszek, szpak, kawka;
- w parkach i skwerach, ogrodach: wróbel, mazurek, sikora, zięba, muchołówka, piegża, kulczyk, pleszka, szpak, kowalik, pełzacz, modraszka, sroka, gawron, dzwoniec;
- w środowiskach wodnych (np. Brda, oczka wodne): łabędź niemy, kaczka krzyżówka, mewa śmieszka, pliszka siwa, łyska, kokoszka wodna, nurogęś;
- w środowiskach leśnych (np. Puszcza Bydgoska, Las Gdański, Myślęcinek itp): zięba, rudzik, kapturka, drozd śpiewak, kos zwyczajny, kowalik, pełzacz ogrodowy, bogatka zwyczajna, sosnówka, dzięcioły, piecuszek.

Do miejsc szczególnej koncentracji ptaków należą przede wszystkim: tzw. „ptasia wyspa” o powierzchni 1 ha w Leśnym Parku Kultury i Wypoczynku, śródmiejski odcinek Brdy oraz Wisła. Na wyspie stawu myślęcińskiego od 1998 r. do lęgów przystępuje rocznie 1700 par mewy śmieszki, które odchowują 3 tys. piskląt. Teren ten zamieszkuje też rzadka rybitwa rzeczna. Brda jest rejonem dużej koncentracji zimowej kaczki krzyżówki (do 3 tys. osobników) oraz łabędzia niemego. Pierwsze osobniki notowano w latach 70. XX w., dzisiaj regularnie spędza tu zimę ok. 500 łabędzi. W okolicy Wisły, Brdyujścia i toru regatowego spotyka się natomiast duże kolonie mewy pospolitej i srebrzystej.
Od lat 90. XX w. nowym zjawiskiem stało się zimowanie tysięcy osobników ptaków krukowatych (gawrona, kawki) w Bydgoszczy, na brzegach rzek lub zbiorników wodnych w łęgach, olsach, na wysokich drzewach liściastych. Rano i wieczorem obserwuje się przeloty stad tych ptaków z żerowisk na noclegowiska. Główne miejskie noclegowiska zlokalizowane są na wyspie przy ul. Spornej oraz w Łęgnowie.
Tereny zielone w Bydgoszczy oraz otaczające miasto lasy zamieszkują również licznie inne zwierzęta. W 2008 r. na terenie miasta stwierdzono 13 gatunków płazów (m.in. traszka grzebieniasta, traszka zwyczajna, kumak nizinny, ropucha szara, ropucha paskówka, rzekotka drzewna, grzebiuszka ziemna, żaba jeziorkowa, wodna, trawna i moczarowa), 5 gatunków gadów (jaszczurka zwinka, padalec zwyczajny, zaskroniec zwyczajny oraz żmija zygzakowata i gniewosz) oraz 32 gatunków ssaków. Ochroną gatunkową objętych jest 12 gatunków, a ochroną całkowitą – 4 gatunki.
Na terenie bydgoskiego okręgu Polskiego Związku Łowieckiego stwierdzono ok. 22 tys. saren, 10 tys. zająców, lisy (6,7 tys.), dziki (5,3 tys.), jelenie (3,7 tys.), daniele (772) oraz łosie (3). W ostatnich latach wzrasta populacja jenota, lisa, dzika, a maleje łosia i zająca. Bobra spotyka się w okolicach Janowa. Dziki widywane są na Osowej Górze i w Fordonie. Jenot był obserwowany na Czyżkówku, Łęgnowie i Jarach, zaś borsuki w Fordonie w okolicy Doliny Śmierci. Piżmak jest mieszkańcem Łęgnowa, zaś dawniej spotykany był w okolicach Kanału Bydgoskiego.

### Korytarze ekologiczne
Bydgoszcz z racji położenia w miejscu połączenia wielkich dolin i pradolin rzecznych, otoczona pierścieniem lasów – zajmuje ważne miejsce w krajowym systemie obszarów chronionych (European Ecological Network). W systemie tym obszary wyższej rangi (węzły ekologiczne) łączą się ze sobą poprzez korytarze ekologiczne. Taki system przeciwdziała niekorzystnemu rozczłonkowaniu terenów przyrodniczo cennych, a korytarze służą migracji fauny i flory, są też szlakami wymiany materii nieożywionej. Na terenie aglomeracji Bydgoszczy znajdują się dwa korytarze ekologiczne o znaczeniu międzynarodowym: Pradolina Toruńsko-Eberswaldzka oraz Dolina Dolnej Wisły. Od pradoliny wzdłuż Doliny Brdy odchodzi jeszcze korytarz ekologiczny o znaczeniu krajowym, zapewniający połączenie z Borami Tucholskimi – ważnym węzłem o znaczeniu międzynarodowym. Lokalizacja miasta w rozgałęzieniu korytarzy ekologicznych podnosi znaczenie zabiegów, mających na celu ochronę środowiska i przyrody w Bydgoszczy i jej okolicach.

## Obszary i obiekty prawnie chronione na terenie Bydgoszczy
W 2010 r. w Bydgoszczy było 6089 ha obszarów prawnie chronionych, co stanowiło 35% powierzchni miasta. Jest to więcej, niż średnia dla województwa kujawsko-pomorskiego (32%), a także daje piąte miejsce w kraju wśród 39 miast powyżej 100 tys. mieszkańców. Z tego 8,5% przypada na park krajobrazowy, zaś 26,4% na obszary chronionego krajobrazu.
| Udział powierzchni prawnie chronionych w całkowitej powierzchni miast powyżej 100 tysięscy mieszkańców w 2008 roku | Udział powierzchni prawnie chronionych w całkowitej powierzchni miast powyżej 100 tysięscy mieszkańców w 2008 roku | Udział powierzchni prawnie chronionych w całkowitej powierzchni miast powyżej 100 tysięscy mieszkańców w 2008 roku |
| --- | --- | --- |
| 1. | Kielce | 71,9% |
| 2. | Elbląg | 44,8% |
| 3. | Koszalin | 44,6% |
| 4. | Bielsko-Biała | 41,0% |
| 5. | Bydgoszcz | 34,9% |
| 6. | Gdynia | 32,1% |
| 7. | Rybnik | 30,1% |
| 8. | Gdańsk | 24,7% |
| 9. | Warszawa | 23,3% |
| 10. | Płock | 22,7% |

### Rezerwaty przyrody
Na terenie administracyjnym miasta nie występują rezerwaty przyrody. Najbliżej miasta położone są dwa rezerwaty w rejonie bydgoskiego zakola Wisły (graniczące przez Wisłę z dzielnicą Fordon i Brdyujście) oraz jeden w pobliżu Ostromecka. Na tym obszarze cztery rezerwaty połączone są szlakiem turystycznym (Szlak Rezerwatów Chełmińskich) biegnącym z Bydgoszczy do Chełmna.
W promieniu 20 km wokół Bydgoszczy znajduje się natomiast kilkanaście rezerwatów przyrody: leśnych, florystycznych, ornitologicznych, krajobrazowych, i torfowiskowych.
Najwięcej z nich znajduje się w korytarzach ekologicznych, przede wszystkim w Dolinie Dolnej Wisły (na północ od miasta), a także w Dolinie Noteci i Kanału Bydgoskiego (na zachodzie) oraz w kompleksach leśnych, głównie Puszczy Bydgoskiej.

Rezerwaty przyrody w okolicy Bydgoszczy (w promieniu 20 km od granic miasta):
| Nazwa                    | Typ                          | Powierzchnia w hektarach | Główny przedmiot ochrony | Data założenia       | Położenie                                                 | Odległość od granic miasta [km] |
| ------------------------ | ---------------------------- | ------------------------ | --- | -------------------- | --------------------------------------------------------- | ------------------------------- |
| Augustowo                | florystyczny                 | 6,7                      | ols porzeczkowy i torfowcowy, stanowisko wierzby borówkolistnej na torfowisku pomiędzy suchymi borami sosnowymi i polami uprawnymi                                                                                         | 27 maja 1963         | Wysoczyzna Świecka                                        | 8                               |
| Dziki Ostrów             | leśny                        | 74,7                     | dąbrowa świetlista z rzadkimi gatunkami runa, porastająca wzniesienie wydmowe otoczone kompleksem łąk nadnoteckich. | 4 kwietnia 1977      | południowy skraj Puszczy Bydgoskiej, nad Kanałem Noteckim | 9                               |
| Hedera                   | florystyczny                 | 16,9                     | Las mieszany z bluszczem pospolitym i wiciokrzewem pomorskim, porastający północne zbocze Pradoliny Toruńsko-Eberswaldzkiej                                                                                                | 7 grudnia 2000       | Zbocze Kruszyńskie                                        | 10                              |
| Kozielec                 | florystyczny                 | 15,0                     | unikatowe rośliny kserotermofilne i ich zespoły porastające skarpy Doliny Fordońskiej, m.in. len austriacki | proj.                | Dolina Dolnej Wisły – Zbocze Fordońskie                   | 11                              |
| Kruszyn                  | krajobrazowy, leśny          | 72,7                     | zalesione zbocza Pradoliny Noteci, grąd zboczowy | 25 lipca 1997        | Zbocze Kruszyńskie                                        | 6                               |
| Las Mariański            | leśny                        | 31,8                     | grąd zboczowy z licznie występującymi źródliskami | 23 lipca 1958        | Dolina Dolnej Wisły – Zbocze Mariańskie                   | 4                               |
| Las Minikowski           | leśny                        | 45,14                    | grąd wielogatunkowy na północnym zboczu Pradoliny Toruńsko-Eberswaldzkiej | 2 października 2001  | Zbocze Kruszyńskie                                        | 11                              |
| Linje                    | torfowiskowy                 | 12,3                     | jedyne na Niżu Polskim stanowisko brzozy karłowatej | 10 lipca 1956        | Lasy w pobliżu Ostromecka                                 | 12                              |
| Łąki Ślesińskie          | florystyczny, ornitologiczny | 42,43                    | stanowisko reliktowej brzozy niskiej na łąkach nad Kanałem Bydgoskim, bogata awifauna lęgowa i przelotna | 26 marca 1975        | Dolina Kanału Bydgoskiego                                 | 14                              |
| Łażyn                    | leśny                        | 26,2                     | 180-letni bór sosnowy reprezentatywny dla Puszczy Bydgoskiej. | 29 stycznia 2002     | Puszcza Bydgoska                                          | 4                               |
| Mała Kępa                | ornitologiczny               | 116,0                    | fragment lasu łęgowego na terenie zalewowym z miejscami lęgowymi licznych gatunków ptaków | proj.                | Bydgoskie zakole Wisły                                    | 1                               |
| Ostrów koło Pszczółczyna | leśny                        | 16,8                     | fragment lasu liściastego z dużym udziałem lipy szerokolistnej, nad brzegiem Noteci | 16 października 1974 | Bydgoskie Łąki Nadnoteckie                                | 11                              |
| Parów Cieleszyński       | krajobrazowy                 | 36,0                     | głęboki, rozgałęziony parów w zachodnim zboczu Doliny Dolnej Wisły, z unikatowym stanowiskiem zlepieńców i piaskowców plejstoceńskich oraz unikatowych w tej części Polski zespołów roślinnych z rzadkimi gatunkami roślin | proj.                | Dolina Dolnej Wisły – Zbocze Fordońskie                   | 18                              |
| Piecki Jezuickie         | florystyczny                 | 33,0                     | roślinność charakterystyczna dla torfowisk i borów bagiennych z gatunkami rzadkich roślin chronionych | proj.                | Puszcza Bydgoska                                          | 5                               |
| Reptowo                  | ornitologiczny               | 3,62                     | stanowisko lęgowe czapli siwej | 28 lipca 1962        | Lasy w pobliżu Ostromecka                                 | 7                               |
| Skarpy Ślesińskie        | florystyczny                 | 13,8                     | reliktowa flora stepowa | 7 grudnia 2000       | Zbocze Kruszyńskie                                        | 14                              |
| Tarkowo                  | florystyczny                 | 6,25                     | fragment boru świeżego w Kotlinie Toruńsko-Bydgoskiej ze stanowiskiem wiśni karłowatej. | 15 września 1958     | Południowy skraj Puszczy Bydgoskiej                       | 14                              |
| Wielka Kępa Ostromecka   | leśny                        | 27,84                    | fragment nadwiślańskiego lasu łęgowego, z udziałem olszy i klonu polnego na terenie zalewowym | 25 sierpnia 1953     | Bydgoskie zakole Wisły                                    | 1                               |

### Parki krajobrazowe

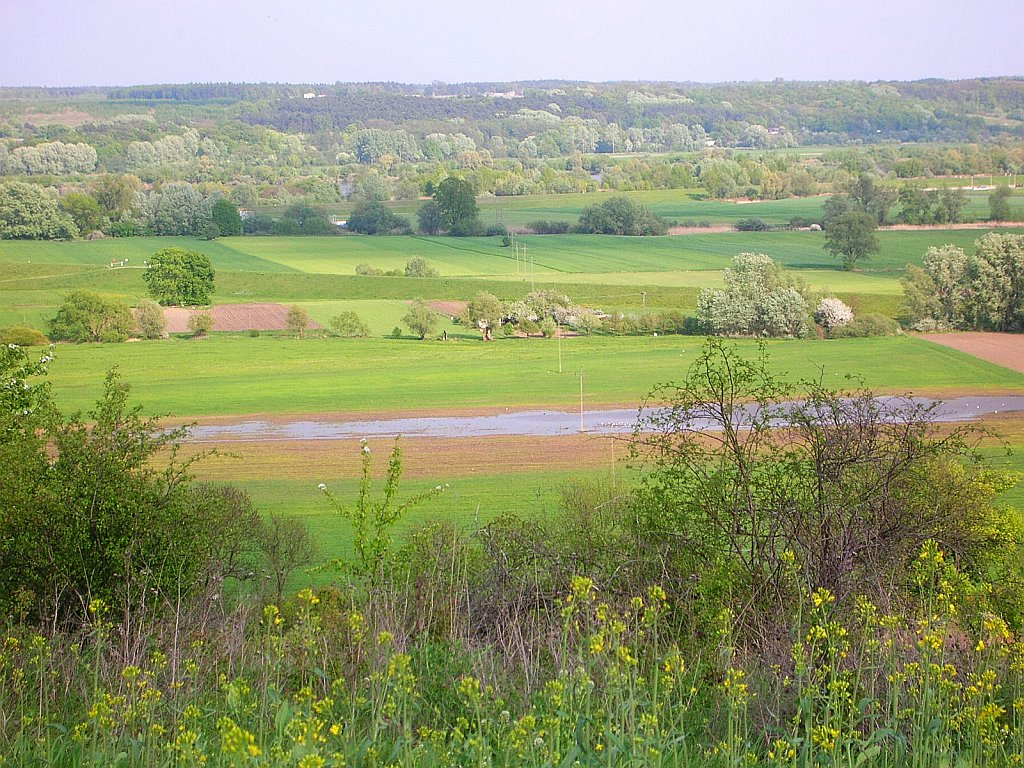
Fordoński Przełom Wisły leżący w obrębie kilku obszarów chronionych: parku krajobrazowego, jak i obszarów Natura 2000

Bydgoszcz jest jednym z nielicznych dużych miast Polski, których terytorium częściowo należy do parku krajobrazowego. Około 8,5% (1486 ha) powierzchni miasta należy do Zespołu Parków Krajobrazowych Chełmińskiego i Nadwiślańskiego. Dotyczy to terenów strefy krawędziowej Zbocza Fordońskiego, od osiedla Piaski, poprzez Leśny Park Kultury i Wypoczynku, aż do północno-wschodnich granic miasta w Fordonie.
Zespół Parków obejmuje środkowy fragment Doliny Dolnej Wisły, od Bydgoszczy po północne granice województwa. Jego całkowita powierzchnia wynosi 556,4 km², w tym w granicach miasta Bydgoszczy znajduje się 2,7% ogólnej powierzchni parku.
Park powołano rozporządzeniem nr 142/93 Wojewody Bydgoskiego z dnia 6 maja 1993 r. W jego skład włączono najbardziej urozmaicone i interesujące części objętego ochroną od 1991 r. Północnego Pasa Rekreacyjnego Bydgoszczy, położone w strefie zboczowej wysoczyzny morenowej i częściowo na samej wysoczyźnie. Charakterystycznym elementem tego terenu są silnie przekształcone denudacyjnie dolinki erozyjne, w których występują źródła, wycieki i strumienie o niewielkiej wydajności. Zbocze Fordońskie włączone w obręb parku krajobrazowego, należy do najsilniej zróżnicowanych ekologicznie nie tylko w Bydgoszczy, ale także w całej strefie niżowej. Występuje tu mozaika biotopów: od suchych do podmokłych. Na poszczególnych fragmentach zbocza i w dolinkach występują lasy łęgowe, szuwary i torfowiska, grądy typowe lub zboczowe, buczyny, światłolubne dąbrowy, bory sosnowe, łąki, murawy kserotermiczne i inne. Ze względu na walory krajobrazowe (m.in. rozległe panoramy widokowe poszczególnych dzielnic miasta) oraz różnorodność biologiczną, teren objęty parkiem krajobrazowym w Bydgoszczy jest wartościowym obszarem rekreacyjnym, z którego chętnie korzystają mieszkańcy miasta.

### Obszary chronionego krajobrazu
W granicach Bydgoszczy znajdują się fragmenty trzech obszarów chronionego krajobrazu. Zostały one utworzone na mocy Rozporządzenia Nr 9/91 Wojewody Bydgoskiego z dnia 14 czerwca 1991 roku. Po zmianie przepisów zostały usankcjonowane i przyjęte uchwałą Nr Vl/106/11 Sejmiku Województwa Kujawsko-Pomorskiego z dnia 21 marca 2011 roku w sprawie obszarów chronionego krajobrazu W granicach Bydgoszczy zajmują one powierzchnię 4600 ha, tj. 26,4% obszaru miasta, co przewyższa średni odsetek tych obszarów w kraju (22%).
| Nazwa                                                                         | Powierzchnia w hektarach | Powierzchnia na terenie miasta w hektarach | Uwagi |
| ----------------------------------------------------------------------------- | ------------------------ | ------------------------------------------ | --- |
| Obszar Chronionego Krajobrazu Północnego Pasa Rekreacyjnego Miasta Bydgoszczy | 2640                     | 1190                                       | Obszar północnej części miasta, obejmujący fragment Zbocza Fordońskiego, Las Gdański z ujęciami wód podziemnych, Leśny Park Kultury i Wypoczynku oraz górny taras Fordonu.                          |
| Obszar Chronionego Krajobrazu Zalewu Koronowskiego                            | 28687                    | 890                                        | Obejmuje Zalew Koronowski i jego otoczenie, w tym osiedla znajdujące się w północno-zachodnich fragmentach miasta Bydgoszczy (Janowo, Smukała i Opławiec).                                          |
| Obszar Chronionego Krajobrazu Wydm Kotliny Toruńsko-Bydgoskiej                | 28100                    | 563                                        | Obszar położony na terenie Puszczy Bydgoskiej, chroniący jeden z największych kompleksów wydm śródlądowych występujących w Polsce; obejmuje również południowo-wschodnie rubieże miasta Bydgoszczy. |

W otoczeniu aglomeracji Bydgoszczy znajdują się ponadto następujące obszary krajobrazu chronionego:
| Nazwa                                                                       | Powierzchnia w hektarach | Uwagi |
| --------------------------------------------------------------------------- | ------------------------ | --- |
| Obszar Chronionego Krajobrazu Strefy Krawędziowej Kotliny Toruńskiej        | 11811                    | Na wschód od miasta, w rejonie północnego zbocza Pradoliny Toruńsko-Eberswaldzkiej.                                                                 |
| Obszar Chronionego Krajobrazu Rynny Jezior Byszewskich                      | 1800                     | Na północny zachód od miasta, 16 jezior rynnowych na długości 30 km.                                                                                |
| Nadwiślański Obszar Chronionego Krajobrazu (województwo kujawsko-pomorskie) | 1795                     | Na północ od miasta, obejmuje krawędź wysoczyzny opadającej ku dolinie Wisły o szerokości około 0,5 do 1,0 kilometra, od okolic Gruczna do Fordonu. |
| Obszar Chronionego Krajobrazu Łąk Nadnoteckich                              | 1201                     | Na południe od miasta, w rejonie wsi Brzoza, mieści m.in. rezerwat przyrody Dziki Ostrów.                                                           |

Od południa i południowego zachodu tereny zabudowane miasta bezpośrednio przylegają do Puszczy Bydgoskiej – dużego kompleksu leśnego, porastającego wydmową część Pradoliny Toruńsko-Eberswaldzkiej.
Ze względu na głównie piaszczyste podłoże dominują tu siedliska borowe. Cały ten kompleks podlega ochronie jako Obszar Chronionego Krajobrazu Wydm Kotliny Toruńsko-Bydgoskiej.
Na zachód od Bydgoszczy ciągnie się Kanał Bydgoski, łączący Brdę z Notecią. W krajobrazie dominują łąki, obfitujące w siedliska stwarzające dobre warunki dla lęgu ptaków oraz chronione w rezerwatach stanowiska ciekawej flory i roślinności.
Północna część miasta, podobnie jak południowa i wschodnia, sąsiaduje bezpośrednio z kompleksem leśnym. Siedliska, jak i rzeźba terenu, są tu dość urozmaicone. Większa część tego terenu również podlega ochronie, jako Obszar Chronionego Krajobrazu Północnego Pasa Rekreacyjnego Miasta Bydgoszczy oraz Obszar Chronionego Krajobrazu Zalewu Koronowskiego.

### Użytki ekologiczne

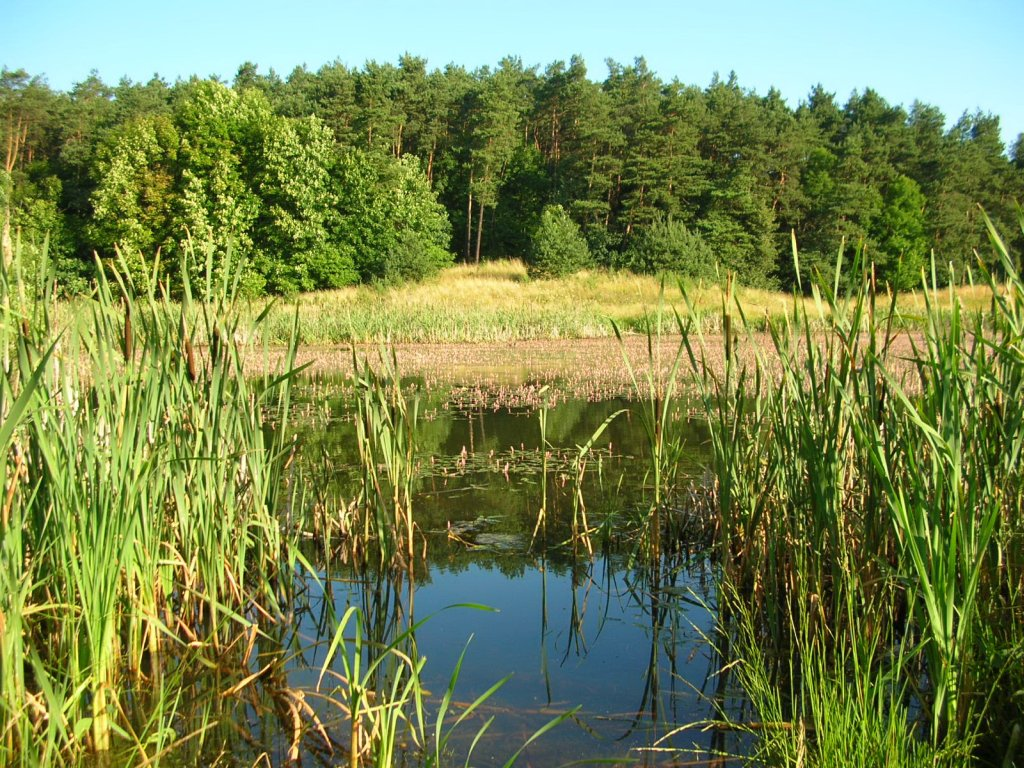
Torfowisko – użytek ekologiczny na Osowej Górze w Bydgoszczy

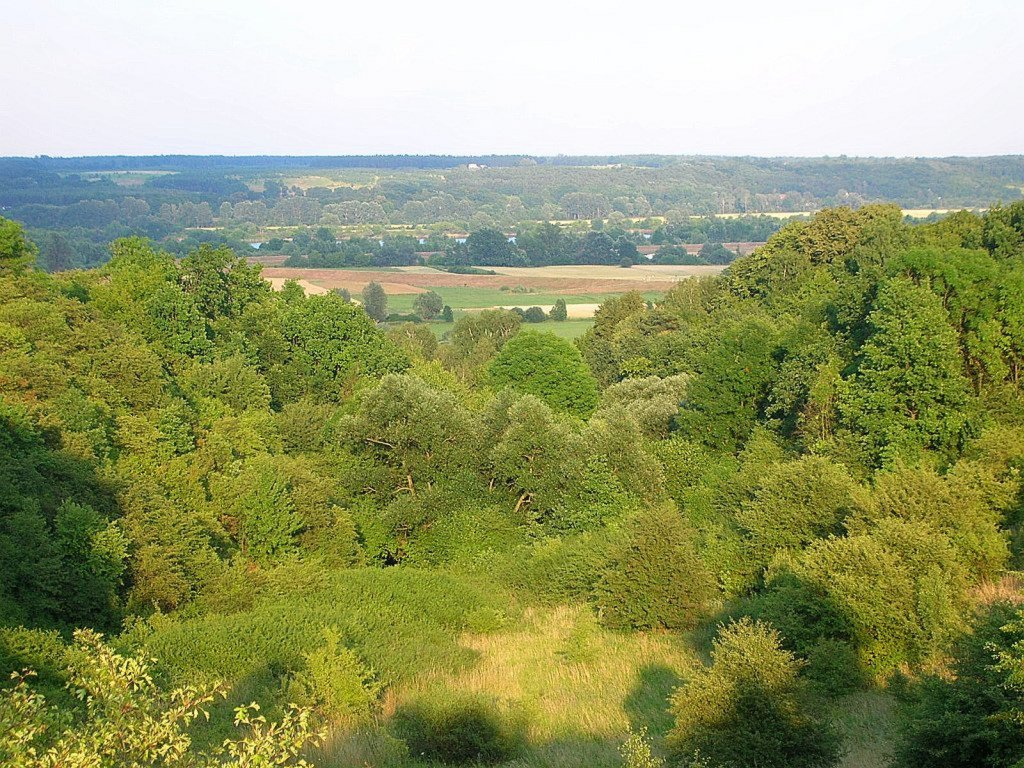
Panorama Doliny Wisły z uroczyska „Prodnia” w Jarużynie pod Bydgoszczą

Od 1997 r. na terenie miasta znajduje się użytek ekologiczny „Zielona Ostoja”, który obejmuje torfowisko o powierzchni 3,02 ha na Osowej Górze. W 2012 r. w trakcie ustanawiania były dwa użytki ekologiczne: „Ostoja Ptasia” (jedyne w Bydgoszczy stanowisko lęgowe dzięcioła syryjskiego) oraz „Łęgi przy ul. Toruńskiej” (las łęgowy na Zimnych Wodach). Kolejnymi projektowanymi użytkami ekologicznymi są: łęgi w Brdyujściu, wyrobiska na Osowej Górze przy ul. Grunwaldzkiej, grodzisko Wyszogród oraz starorzecza Wisły w Fordonie. 13 września 2017 w rejonie planowanego Parku Akademickiego przy ul. Rejewskiego ustanowiono kolejny użytek ekologiczny.
Ponadto na terenie ośmiu gmin otaczających miasto, należących do bydgoskiego powiatu ziemskiego znajduje się 271 użytków ekologicznych, których wykaz znajduje się w załączniku Nr 1 do rozporządzenia nr 1/2004 Wojewody Kujawsko-Pomorskiego z dnia 19 stycznia 2004 r. w sprawie uznania za użytki ekologiczne (Dz. Urz. Woj. Kuj.-Pom. Nr 8, poz. 76). Są to w większości tereny bagienne, torfowiska, łąki oraz źródliska.
Rozkład użytków ekologicznych na terenie poszczególnych gmin wygląda następująco:
- Nowa Wieś Wielka: 86,
- Dąbrowa Chełmińska: 56,
- Koronowo: 45,
- Solec Kujawski: 36,
- Osielsko: 23,
- Dobrcz: 13,
- Białe Błota: 6,
- Sicienko: 6.

Do ciekawszych użytków ekologicznych położonych w otoczeniu miasta jest „Uroczysko Prodnia”, usytuowane w miejscowości Jarużyn, na zboczu Doliny Wisły, w miejscu, gdzie dolina osiąga najmniejszą szerokość od Puław do Bałtyku (2,5 km).

### Pomniki przyrody
Według danych Urzędu Miasta na terenie Bydgoszczy znajduje się 95 pomników przyrody, w tym 91 pomników przyrody ożywionej (pojedyncze drzewa i krzewy lub ich grupy) oraz 5 pomników przyrody nieożywionej (4 głazy narzutowe i źródło). Wiele pomników przyrody w Bydgoszczy jest skupiskiem kilku, kilkunastu, a nawet kilkudziesięciu okazów drzew lub krzewów, np. arboretum liczące ok. 400 gatunków drzew i krzewów oraz 700 gatunków roślin zielnych, czy też aleja jarzębów szwedzkich przy ul. Szymanowskiego licząca 45 drzew. W związku z tym rzeczywista liczba pomnikowych obiektów jest znacznie większa i w 2009 r. wynosiła 233 szt.
Ponadto na terenie gmin należących do bydgoskiego powiatu ziemskiego znajduje się 191 pomników przyrody, wśród których znajdują się pojedyncze drzewa, grupy drzew, aleje przydrożne, stanowiska roślin chronionych, źródła, głazy narzutowe, a nawet jaskinia zwana „Bajka”, położona w gminie Dobrcz, utworzona w zlepieńcach krawędzi doliny Wisły.
Rozkład pomników przyrody na terenie poszczególnych gmin:
- Koronowo: 43,
- Osielsko: 33,
- Dobrcz: 28,
- Dąbrowa Chełmińska: 25,
- Białe Błota: 21,
- Solec Kujawski: 19,
- Sicienko: 14,
- Nowa Wieś Wielka: 8.

### Lasy ochronne

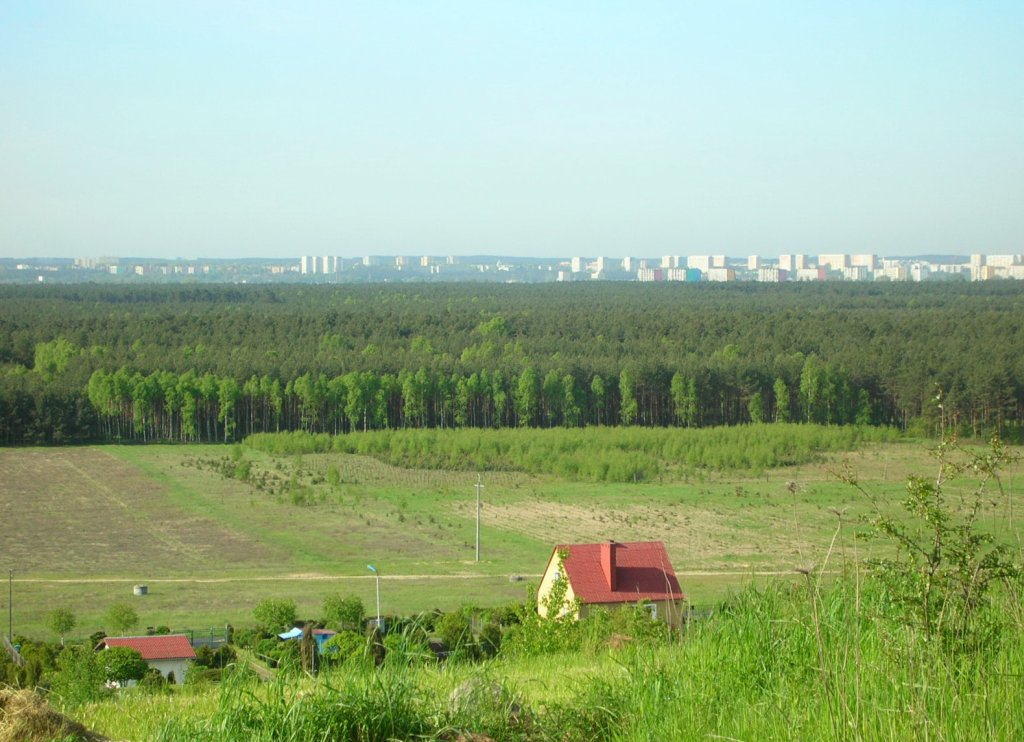
Las Gdański w Bydgoszczy

Bydgoszcz otaczają ze wszystkich stron kompleksy leśne związane z Puszczą Bydgoską i Borami Tucholskimi. Ogólna powierzchnia lasów komunalnych oraz zadrzewień i zakrzewień wynosi ponad 30% powierzchni miasta. Lasy te należą w większości do Skarbu Państwa i są zarządzane przez dwa nadleśnictwa: Żołędowo i Bydgoszcz.
Na mocy zarządzenia Ministra Ochrony Środowiska, Zasobów Naturalnych i Leśnictwa kompleksy leśne podlegające nadleśnictwu Żołędowo (północna część miasta) zostały zaliczone do lasów ochronnych, jako lasy wodochronne i glebochronne oraz położone w granicach administracyjnych miasta powyżej 50 tys. mieszkańców.
Natomiast lasy podlegające nadleśnictwu Bydgoszcz (południowa część miasta) zostały zaliczone do lasów ochronnych, jedynie ze względu na warunek położenia w granicach administracyjnych miasta powyżej 50 tys. mieszkańców.
Do lasów ochronnych nie zaliczono dotychczas kompleksów będących własnością osób fizycznych i gminy Bydgoszcz (17,8% powierzchni wszystkich lasów komunalnych). Ustanowienie lasów komunalnych jako ochronnych powoduje, że pełnią one głównie funkcje pozaprodukcyjne jako kompleksy krajobrazowe i rekreacyjno-wypoczynkowe.

### Sieć ekologiczna – Natura 2000
Natura 2000 to spójna Europejska Sieć Ekologiczna obszarów chronionych tworzona na terytorium Unii Europejskiej. Podstawę prawną ochrony europejskiej flory, fauny i siedlisk stanowią dwa akty:
- Dyrektywa 79/409/EWG o ochronie dziko żyjących ptaków, zwana dyrektywą ptasią, uchwalona 2 kwietnia 1979 r. Na podstawie tej dyrektywy zostały wyznaczone obszary specjalnej ochrony ptaków (OSO)[12];
- Dyrektywa 92/43/EWG o ochronie siedlisk przyrodniczych oraz dziko żyjącej fauny i flory, zwana dyrektywą siedliskową, uchwalona 21 maja 1992 roku. Na podstawie tej Dyrektywy zostały wyznaczone Specjalne Obszary Ochrony Siedlisk (SOO)[12].

W granicach administracyjnych Bydgoszczy znajdują się cztery obszary sieci Natura 2000 (wobec 43 w województwie).
Obszary w Bydgoszczy i bliskiej okolicy włączone do sieci Natura 2000:
| Nazwa                                        | Symbol     | Typ | Powierzchnia w hektarach | Uwagi |
| -------------------------------------------- | ---------- | --- | ------------------------ | --- |
| Dolina Dolnej Wisły                          | PLB 040003 | OSO | 33559                    | Zajmuje powierzchnię 1007 ha na terenie Bydgoszczy (3,0% ogólnej powierzchni). Obejmuje międzywale na odcinku od Włocławka po ujście Wisły. Na terenie miasta obszar ten obejmuje okolice Mariampola, osiedle Niepodległości (łąki), dalej biegnie wzdłuż Wisły do Brdyujścia oraz wzdłuż Brdy do ul. Toruńskiej. Zarządzającym jest Dyrektor Zespołu Parków Krajobrazowych Chełmińskiego i Nadwiślańskiego. |
| Dolina Środkowej Noteci i Kanału Bydgoskiego | PLB300001  | OSO | 32672                    | Obejmuje część pradoliny Noteci-Warty między Ujściem, a Bydgoszczą. Na terenie miasta zajmuje powierzchnię 53 ha (0,2% ogólnej powierzchni) na zachodnich jego krańcach. Obszar służy ochronie awifauny. W obrębie obszaru znajdują się diwe ostoje ptaków o randze europejskiej: E37 (Stawy Ostrówek i Smogulec) i E38 (Stawy Ślesin i Występ), gdzie do lęgów przystępuje m.in. 20 gatunków zagrożonych w skali całej UE. Zarządzającym jest Dyrektor Zespołu Parków Krajobrazowych Województwa Wielkopolskiego. |
| Solecka Dolina Wisły                         | PLH040003  | OZW | 7030                     | Dolina Wisły od Solca Kujawskiego po Świecie. Na teren miasta Bydgoszczy przypada 536 ha (7,6% ogólnej powierzchni), a granica obszaru biegnie wzdłuż osiedla Niepodległości, dzielnicy Fordon i Brdyujście. Obszar obejmuje część ekologicznego korytarza Wisły, który został identyfikowany jako teren priorytetowy dla ochrony w sieciach ECONET i IBA, ważnego dla migracji wielu gatunków. |
| Dolina Noteci                                | PLH300004  | OZW | 50532                    | Zajmuje 53 ha na terenie miasta Bydgoszczy, na terenie osiedla Prądy. Obszar częściowo pokrywa się z ostoją ptasią o randze europejskiej E-33. |
| Torfowisko Linie                             | PLH040020  | OZW | 5,3                      | obszar w gminie Dąbrowa Chełmińska |
| Zbocza Płutowskie                            | PLH040040  | OZW | 1002                     | wschodnie zbocza Doliny Dolnej Wisły w rejonie Unisławia |
| Równina Szubińsko-Łabiszyńska                | PLH040029  | OZW | 2816                     | Łąki nad Notecią i Kanałem Noteckim, na południowy zachód od Bydgoszczy |
| Dybowska Dolina Wisły                        | PLH040011  | OZW | 1392                     | Dolina Wisły na wschód od Bydgoszczy w gminie Zławieś Wielka |

## Obszary przyrodnicze postulowane do objęcia ochroną w Bydgoszczy
W pracy „Środowisko przyrodnicze Bydgoszczy” podano kierunki ochrony środowiska przyrodniczego w Bydgoszczy, w zakresie kształtowania nowych obszarów chronionych. Wśród potencjalnych obszarów cennych przyrodniczo i krajobrazowo do objęcia ochroną prawną wyróżniono następujące:
- Rezerwaty częściowe:
  - Dolinki Myślęcińskie – system dolinek erozyjnych oraz strefa zboczową w zachodniej części Leśnego Parku Kultury i Wypoczynku ze zbiorowiskami typu grądów, dąbrów oraz łęgami strumykowymi; jest to obszar o zróżnicowanej rzeźbie terenu, z lokalnymi wyciekami wody podziemnej; zbiorowiska leśne cechują się występowaniem w runie typowych gatunków grądowych (gwiazdnica wielkokwiatowa, przylaszczka pospolita, kopytnik pospolity, groszek wiosenny, Gajowiec żółty) i łęgowych (Śledziennica skrętolistna, pokrzywa zwyczajna, zawilec gajowy);
  - Dolinki Fordońskie – system dolinek erozyjnych strefy zboczowej doliny Wisły w rejonie Zofina, ze zbiorowiskami kserotermicznymi w strefie przykrawędziowej oraz łęgowymi w dnach dolinek; teren ten cechują duże deniwelacje i nachylenia terenu z przekształcającymi się zbiorowiskami zaroślowymi oraz murawami quasi-kserotermicznymi.
- Zespoły przyrodniczo-krajobrazowe, obszary o względnie dużej powierzchni, podstawowe komponenty miejskiego systemu ekologicznego:
  - Skarpa Południowa – zbocze wysokiego pradolinnego poziomu terasowego (deniwelacje 30–32 m), z wychodnimi poziomami glin morenowych i iłów, z wypływami wód podziemnych, zadrzewieniami liściastymi typu parkowego, lokalnie o charakterze naturalnym;
  - Fordońskie Lasy Łęgowe – fragmenty dna doliny Wisły z lasami typu łęgowego (łęg wierzbowo-topolowy), występujące w strefie korytowej Wisły oraz starorzeczy;
  - Lasy Opławieckie – kompleks leśny w rejonie Smukały i Opławca, z drzewostanami sosnowymi na siedliskach boru mieszanego, lokalnie grądowych, w strefie ochronnej ujęcia wody pitnej oraz rejonie rekreacyjno-uzdrowiskowym Smukały – Janowa;
  - Zadrzewienia Brdy – system zadrzewień wzdłuż koryta Brdy, z przewagą olszy czarnej, z udziałem topoli czarnej, wierzb, lokalnie jesionu, sosny i gatunków introdukowanych (np. robinia akacjowa) o ważnej roli ochronnej i estetycznej.
- Użytki ekologiczne (uroczyska):
  - Lasy nad Kanałem – zadrzewienia o charakterze parkowym w strefie Kanału Bydgoskiego (sosna, topola, wierzba, olsza) z drzewami pomnikowymi (topola czarna, olsza czarna);
  - Dolinka Pięciu Stawów – górny odcinek cieku z niewielkimi stawami i zadrzewieniami typu łęgowego;
  - Skarpa Łęgnowska – zbocza wysokiego poziomu terasowego doliny Wisły w rejonie Łęgnowa, z zadrzewieniami liściastymi;
  - Czarnówko – fragment rozległej dolinki w Zboczu Fordońskim, z małym strumieniem w dnie, ze zbiorowiskami łęgowymi (w drzewostanie m.in. olsza czarna), z częściowo zabagnionym dnem i wysiękami wód podziemnych;
  - Zamczysko – system dolinek oraz erozyjna ostroga wysoczyznowa ze średniowiecznym grodziskiem; w dnach dolinek łęgi strumykowe (olszowe), na zboczach i na wysoczyźnie lasy dębowe i sosnowe na siedliskach grądowych;
  - Ogród Botaniczny – na terenie Leśnego Parku Kultury i Wypoczynku z systemem stawów utworzonych na Strudze Myślęcińskiej, z buczyną niżową, zadrzewieniami typu grądowego, łęgowego oraz zadrzewieniami parkowymi; na terenie Ogrodu występuje wiele gatunków roślin chronionych z różnych typów siedlisk (torfowiskowe, leśne, kserotermiczne, łąkowe, wodne); fragment Leśnego Parku o dużej wartości fizjonomicznej i rekreacyjnej;
  - Miedzyń – fragment zbocza i dolinki terasy pradolinnej z małymi zbiornikami wodnymi i zadrzewieniami o różnym składzie gatunkowym;

Z kolei w „Programie Ochrony Środowiska dla miasta Bydgoszczy na lata 2013–2016 z perspektywą do 2020 roku” wskazano obszary, gdzie występują cenne siedliska przyrodnicze, nie objęte jednak ochroną prawną:
- Zbocze Bydgoskie – zwłaszcza na odcinku od Wzgórza Dąbrowskiego do Wzgórza Wolności, gdzie występują stare drzewostany (do 200 lat) oraz 37 gatunków ptaków, w tym 32 lęgowe.
- Planty nad Kanałem Bydgoskim – pas zieleni miejskiej położony po obu stronach Kanału Bydgoskiego, gdzie występuje 51 gatunków ptaków, w tym 40 lęgowych.
- Pawłówek – obszar położony na zachodnim krańcu miasta nad Kanałem Bydgoskim. Na obszarze wilgotnych łąk i drobnych zbiorników wodnych występują 63 gatunki ptaków w tym 54 lęgowych (5 gatunków z załącznika I dyrektywy siedliskowej).
- Flis – obszar położony w zachodniej części Bydgoszczy, w otoczeniu cieku Flis. W łęgu olszowo-topolowym występuje 37 gatunków ptaków, w tym 3 lęgowe.
- Wzgórze Dąbrowskiego – jeden z najstarszych miejskich parków, w którym obok okazałego starodrzewu występuje 28 gatunków ptaków, w tym 24 lęgowe.
- Wyspa na Zimnych Wodach – teren wyspy na Brdzie pokrytej w części łęgiem jesionowo-olszowym, łąkami, ziołoroślami i szuwarami, na której występuje 66 gatunków ptaków, w tym 54 lęgowych (kilka wyjątkowo rzadkich).
- Brda przed Sporną – ostoja ptasia obejmująca rzekę Brdę wraz z jej brzegami od ulicy Smętnej do wyspy na Zimnych Wodach. W nadbrzeżnych szuwarach i łęgach występuje 52 gatunków ptaków, w tym 43 lęgowe.
- Brda od Spornej do toru regatowego – ostoja ptasia obejmująca rzekę i jej brzegi na odcinku ujściowym (Siernieczek, Zimne Wody). Wśród łęgów jesionowo-olszowych występuje 85 gatunków ptaków, w tym 61 lęgowych. Dwa z nich: gąsiorek i zimorodek są zagrożone w skali całej Europy. Występują tu także gatunki wyjątkowo rzadkie: remiz, dzięciołek, słowik szary, wodnik, mewa srebrzysta, dzięcioł syryjski.

## Edukacja ekologiczna

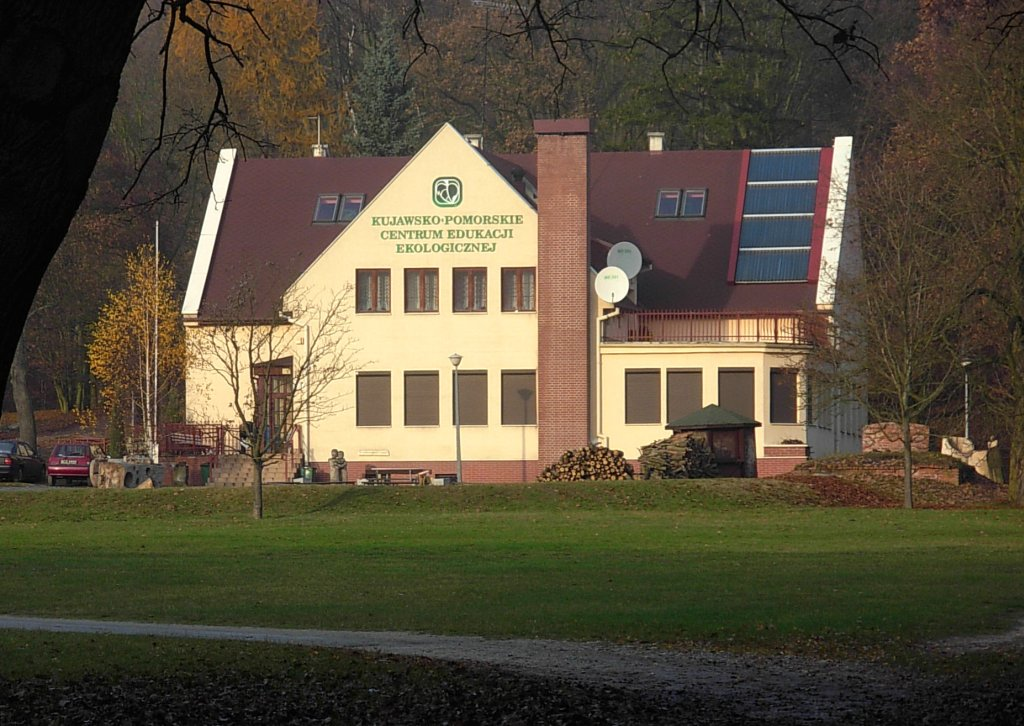
Kujawsko-Pomorskie Centrum Edukacji Ekologicznej

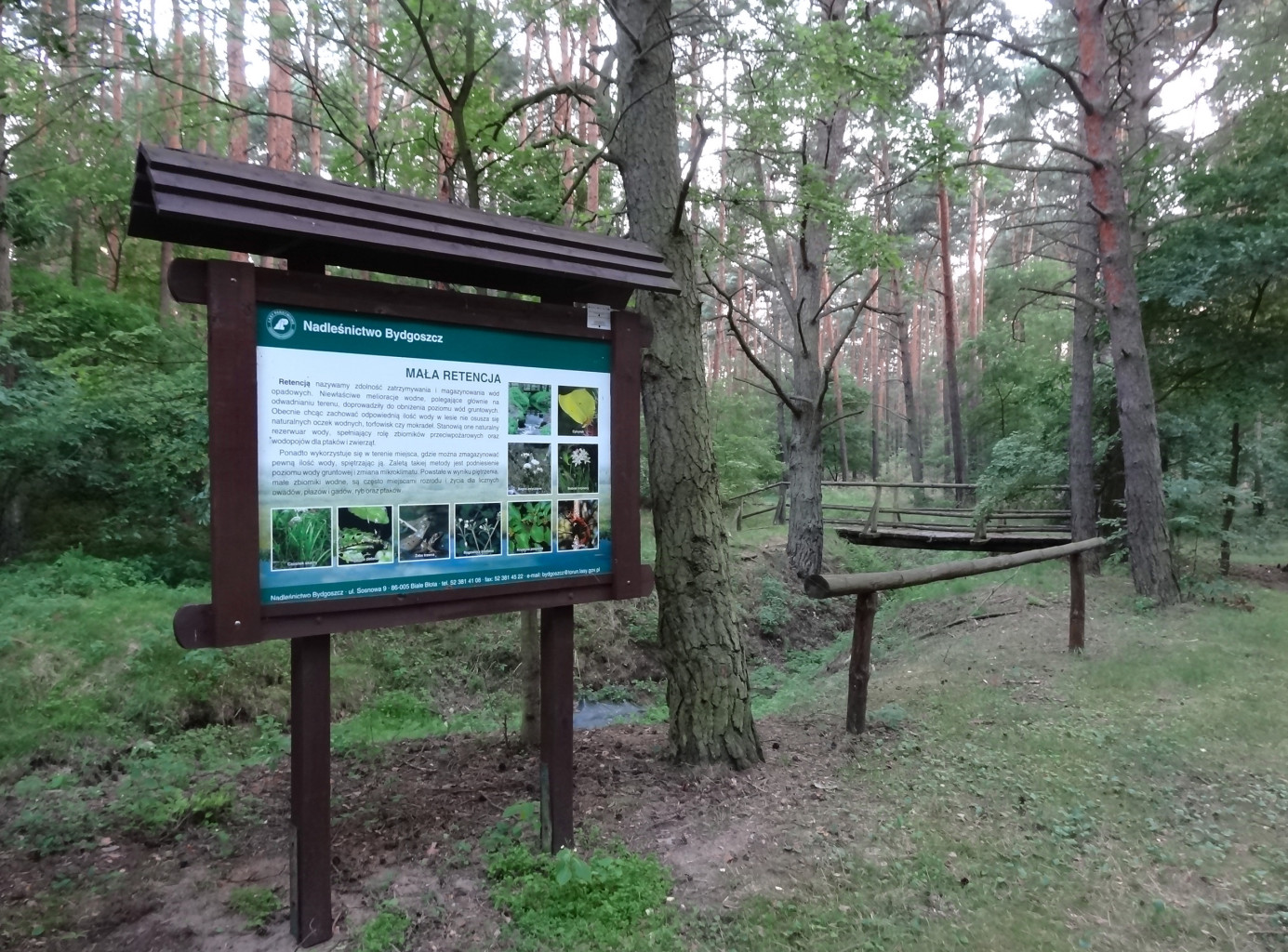
Leśna ścieżka dydaktyczna „Białe Błota” w nadleśnictwie Bydgoszcz, w Puszczy Bydgoskiej, koło miejscowości Białe Błota

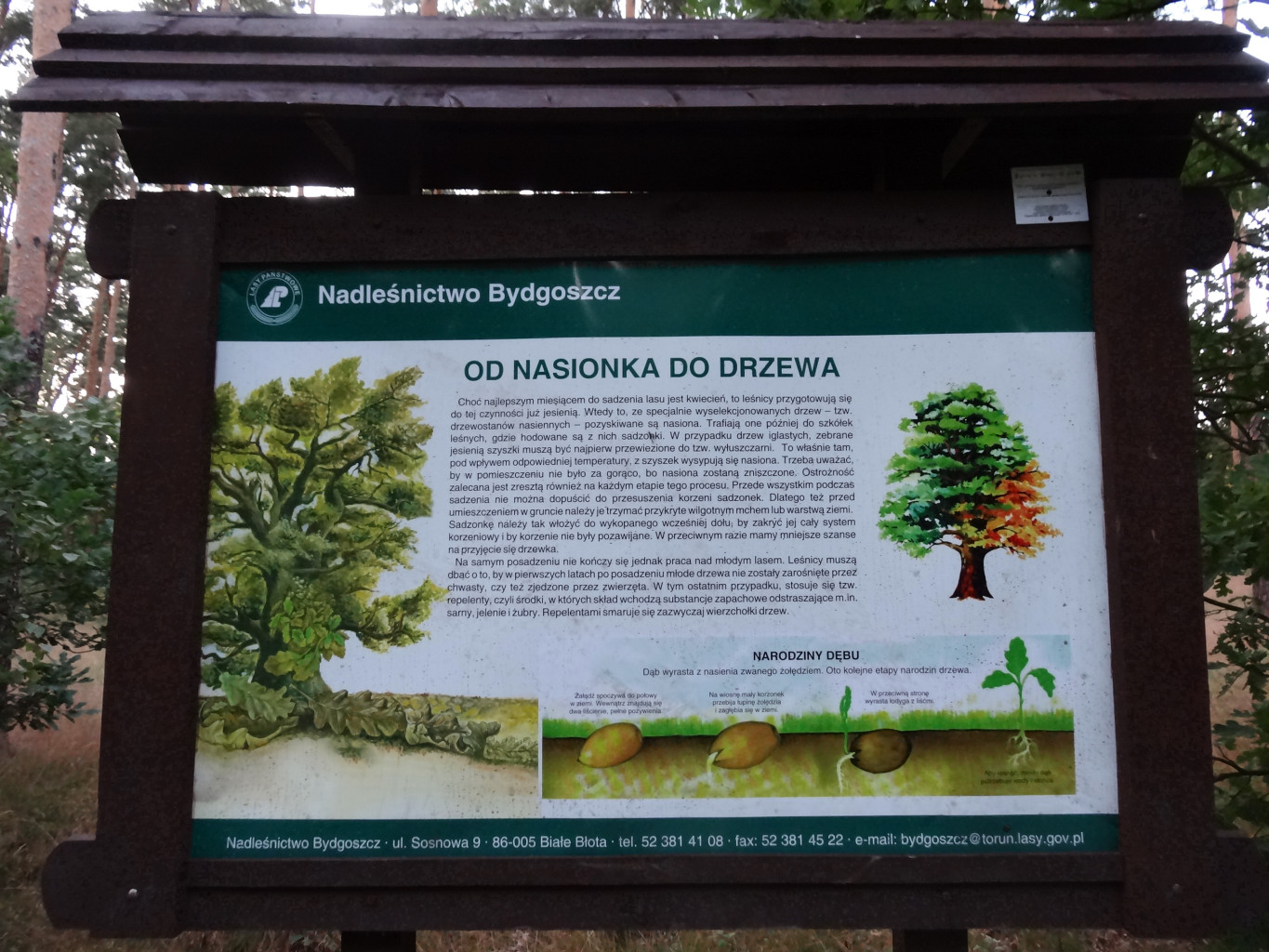
Tablica edukacyjna

### Kujawsko-Pomorskie Centrum Edukacji Ekologicznej
Na terenie Leśnego Parku Kultury i Wypoczynku znajduje się Kujawsko-Pomorskie Centrum Edukacji Ekologicznej. Jest to jednostka organizacyjna parku, która od 1994 r. zajmuje się edukacją w zakresie ochrony środowiska oraz kształtowaniem postaw proekologicznych w Bydgoszczy i regionie kujawsko-pomorskim.
Placówka podejmuje w tym celu różnorodne formy pracy, np. powszechną edukację ekologiczną, organizuje akcje i kampanie ekologiczne, konkursy wiedzy ekologicznej, projekcje filmów, wykłady, prelekcje, seminaria, warsztaty, biwaki, obozy ekologiczne i letnie zielone szkoły oraz festyny i wycieczki do parków krajobrazowych i rezerwatów przyrody. Centrum prowadzi też zajęcia dla nauczycieli, np. warsztaty ekologiczne oraz bibliotekę i filmotekę ekologiczną.

### Ścieżki dydaktyczne
Jedną z form edukacji ekologicznej w Bydgoszczy są przyrodnicze ścieżki dydaktyczne. Najwięcej z nich znajduje się w Leśnym Parku Kultury i Wypoczynku. Są to ścieżki:
- botaniczne – wytyczone w Ogrodzie Botanicznym (np. „Poznajemy drzewa”, agrobotaniczna, ścieżka dla niewidomych), jak i w strefie centralnej parku („Szuwary”, ścieżka leśna „Zacisze”);
- zoologiczne – wytyczone w Ogrodzie Fauny Polskiej („Poznajemy ssaki”), strefie centralnej parku („Awifauna Leśnego Parku”), jak i w pobliżu Centrum Edukacji Ekologicznej (entomologiczna ścieżka dydaktyczna).

Poza Parkiem w Myślęcinku atrakcyjna ścieżka dydaktyczna znajduje się w nadleśnictwie Bydgoszcz, na granicy miasta z gminą Białe Błota. Jest to leśna ścieżka dydaktyczna „Białe Błota”, na której wyznaczono 13 przystanków tematycznych:
1. Szkółka leśna – na obszarze 6 ha rośnie prawie 4 mln sadzonek około 30 gatunków drzew i krzewów,
2. Ochrona przeciwpożarowa lasu – można obejrzeć pasy i zbiornik przeciwpożarowy,
3. Warstwowa budowa lasu – przykład lasu o charakterze czterowarstwowym,
4. Bory i lasy – przystanek w miejscu graniczenia dwóch typów siedliskowych: boru mieszanego (100-letni drzewostan sosnowy z domieszka brzozy i dębu) i lasu mieszanego wilgotnego (drzewostan brzozowo-olchowy),
5. Leśnik lekarzem lasu – można obserwować środki, jakie stwarzają leśnicy dla rozwoju mrowisk, ptaków i fauny owadożernej w celu ochrony lasu przed szkodnikami,
6. Mała retencja – mały zbiornik retencyjny utworzony na cieku wodnym,
7. Gospodarka łowiecka – urządzenia łowieckie służące dokarmianiu dzikich zwierząt,
8. Ols – Łęg olchowy na glebie bagiennej, w zagłębieniu terenowym,
9. Bagno śródleśne – naturalny filtr i rezerwuar wodny, pojnik dla zwierząt,
10. Śródleśna łąka – ostoja ptaków i innych zwierząt,
11. Struga Młyńska – przykład cieku wodnego,
12. Jak rośnie las – wyjaśnienie, jak z 15000 sadzonek na 1 ha po 100 latach pozostaje 400 dorodnych dojrzałych drzew,
13. Drzewostan na gruntach porolnych – przykład drzewostanu posadzonego na gruncie porolnym.

Kolejna leśna ścieżka dydaktyczna znajduje się w Łochowie. Na 5 km odcinku ścieżki znajduje się 11 oznakowanych i opisanych przystanków, dzięki którym można poszerzyć swoją wiedzę na temat gospodarki leśnej i ochrony środowiska.

## Instytucje ochrony przyrody
W latach 1957–2001 w Polsce, w tym również w Bydgoszczy działała Straż Ochrony Przyrody, której członkowie sprawowali kontrolę społeczną nad przestrzeganiem przepisów w zakresie ochrony środowiska naturalnego. W 1989 r. w ewidencji odnotowano 1722 strażników, uprawnienia do nakładania grzywien posiadało 112 osób. W 2012 roku jednostką wspierającą przedsięwzięcia proekologiczne na terenie Bydgoszczy i regionu jest Wojewódzki Fundusz Ochrony Środowiska i Gospodarki Wodnej, natomiast Wojewódzki Inspektorat Ochrony Środowiska zajmuje się kontrolowaniem przestrzegania przepisów o ochronie środowiska oraz badaniem jego stanu. Prowadzi również monitoring stanu zanieczyszczeń środowiska naturalnego i wydaje coroczne raporty o stanie środowiska w województwie kujawsko-pomorskim.